# USS Aaron Ward (DD-483)
Эскадренный миноносец «Аарон Уорд» (англ. USS Aaron Ward (DD-483)) — американский эсминец типа Gleaves.
Заложен на верфи Federal Shipbuilding, Kearny, Кирни, Нью-Джерси 11 февраля 1941 года. Спущен 22 ноября 1941 года, вступил в строй 4 марта 1942 года. Командиром корабля был назначен коммандер Орвил Ф. Грегор.
7 апреля 1943 года тяжело поврежден японскими пикирующими бомбардировщиками D3A близ острова Гуадалканал. Позднее затонул во время буксировки в Тулаги.
Из ВМС США исключён 19 мая 1943 года.

## Награды
«Aaron Ward» получил 4 звезды за службу за действия во Второй мировой войне.